# Anbach (Neckar)
Der Anbach ist ein rund 6,5 km langer Bach im nördlichen Baden-Württemberg, der bei Gundelsheim im Landkreis Heilbronn von rechts und Nordnordosten dem Neckar zufließt.

## Geographie

### Verlauf
Der Anbach läuft weit überwiegend im westlichen Teil des großen Waldgebietes Selbach nördlich von Gundelsheim. Er entsteht auf dem Gebiet der Gemeinde Neckarzimmern, etwa 1,3 km östlich des zu dieser Gemeinde gehörenden Weilers Stockbronn neben dem Forstweg Backenackerweg auf etwa 287 m ü. NHN. Von hier an läuft er zunächst südwestlich, markiert dabei bald die Grenze zwischen Neckarzimmern im Neckar-Odenwald-Kreis und Gundelsheim im Landkreis Heilbronn, tritt in die Stadtgemarkung von Gundelsheim und läuft dann immer südlicher. In seinem bis über die Hangschulter hinaus bewaldeten, bald 60 m tiefen Kerbtal passiert er den Böttinger Hof auf der Anhöhe rechts oben und dann den links etwas ferneren Weiler Dornbach.
Dann kommt er, inzwischen auf Südlauf, dem mündungsabwärtigen, nach Norden fließenden Neckar immer näher, die Anhöhe rechts vor dessen Tal wird zu einem schmalen Kamm; an der engsten Stelle, dem Sattel der Bärenruhe, ist der Geländegrat nur 280 Meter breit mit einer Höhe von etwa 80 Meter über dem Fluss und von etwa 20 Metern über dem Anbach. Daraufhin passiert der Bach einen Muschelkalkbruch zu seiner Linken, nach welchem ihm sein mit 3,4 km längster Nebenbach Brunnenbach von links zuläuft, der den Osten und Südosten des Selbachs entwässert und der einzig benannte unter seinen Zuflüssen ist. Der Kamm zur Rechten erhöht und weitet sich vor einer nach Westen ausholenden Schlinge des Neckars zur fast allein stehenden Kuppe des Michaelsbergs.
Erst am Nordrand Gundelsheims endet der Wald, das Tal knickt hier abrupt nach Südosten, hier läuft der Bach danach für etwa 400 Meter in einer Dole unter der Straße auf dem Talgrund, über dem sich rechts teils ehemalige, teils noch bewirtschaftete Weingärten den Hang des Michaelsbergs hochziehen. Weniger als 200 Meter vor dem Ende seines Laufs tritt der Bach in einem gemauerten Trog nochmals ins Freie, passiert das Schloss Horneck über dem linken Hang, unterquert die Neckartalbahn und die Bundesstraße 27, Dann mündet er auf etwa 139 m ü. NHN am Westrand von Gundelsheim selbst am Beginn von dessen Westschlinge um Böttingen von rechts in den Neckar.
Der Anbach ist 6,5 km lang und hat ein mittleres Sohlgefälle von 23 ‰.

### Einzugsgebiet
Der Anbach entwässert etwas über 12 Quadratkilometer, naturräumlich gesehen ist es die südöstliche Hälfte des Unterraums Brunnenwald des Baulandes. Der höchste Punkt an der Nordwestecke beim Stockbrunner Wasserreservoir erreicht fast 347,6 m ü. NHN, die Mündung liegt auf 138,6 m ü. NHN. Im Einzugsgebiet liegen überwiegend die westlichen und mittleren Teile des Waldgebietes Selbach, dazu am Oberlauf ein freier Flurstreifen um Stockbronn, am Mittellauf fast die ganze kleine Flurinsel um den Böttinger Hof und die gesamte, etwa 0,8 km große Rodungsinsel um Dornbach sowie am Unterlauf jeweils ein Teil des Michaelsbergs und des nördlichen Gundelsheimer Siedlungsbereichs diesem gegenüber.
Die Wasserscheide zieht sich von der Mündung hoch zur Michaelskapelle auf dem Michaelsberg und dann weiter nördlich auf dem Kamm zum Neckartal am Böttinger Hof vorbei bis nach Stockbronn. Auf diesem Stück entwässern jenseits der Neckar, dann der unter Burg Hornberg in ihn mündende Steinbach und der in Neckarzimmern mündende Neckarzufluss Luttenbach, der auch auf dem anschließend nordwestlich laufenden Teil der Einzugsgebietsgrenze jenseitiger Konkurrent ist. Ganz im Norden liegt kurz indirekter Entwässerungsbereich der Schefflenz an, die über die Jagst den Neckar erreicht. Das Gebiet östlich der hier ungefähr der Dallauer Straße durch den Wald folgenden Wasserscheide liegt im Einzugsbereich des südwärts ebenfalls zur Jagst laufenden Tiefenbachs. Jenseits der südöstlichen Wasserscheide schließlich läuft der Lohgraben wieder zum Neckar in Gundelsheim.
Vom Einzugsbereich liegen rund 80 % auf dem Gebiet der Kleinstadt Gundelsheim im Landkreis Heilbronn, etwas über 12 % im Nordwesten und Norden gehören zur Gemeinde Neckarzimmern und etwas unter 8 % im Nordosten zur Gemeinde Billigheim, beide im benachbarten Neckar-Odenwald-Kreis. Besiedelt ist das Einzugsgebiet vor allem dicht am Südrand, wo ein Teil des bebauten Gebietes von Gundelsheim über den Anbach entwässert. Ansonsten liegen nur drei kleine Orte darin, das Gehöft Böttinger Hof, der Weiler Dornbach – beide zu Gundelsheim – und der Neckarzimmerner Weiler Stockbronn, alle drei fern dem Anbachlauf.

### Zuflüsse und Seen
Liste der Zuflüsse und  Seen von der Quelle zur Mündung. Gewässerlänge, Einzugsgebiet und Höhe nach den entsprechenden Layern auf der Onlinekarte der LUBW. Andere Quellen für die Angaben sind vermerkt.
Ursprung des Anbachs etwa 1,3 km östlich des Neckarzimmern Weilers Stockbronn neben dem Backenacker Weg (Forstweg) auf etwa 287 m ü. NHN. Auf einer älteren Karte ist der Oberlauf ungefähr bis hinunter zum heutigen Steinbruch mit Göckelbrunner Bach beschriftet.
- (Zufluss aus dem Brunnenschlag), von rechts zwischen Kirchenbauweg (Forstweg) und Dornbacher Weg an der Gemeindegrenze, 0,5 km und ca. 0,3 km².
- (Zufluss vom Waldrand bei Stockbronn her), von rechts am Eintritt des Anbachs auf Gundelsheimer Gemarkung, 1,0 km und ca. 0,6 km².
- (Zufluss aus der Flur beim Böttinger Hof), von rechts, 0,5 km und unter 0,3 km².
- (Zufluss vom Waldrand westlich von Dornbach), von links auf 214 m ü. NHN, 0,6 km und ca. 0,2 km².
- (Zufluss von links am Nordrand des Steinbruchs), 2,5 km und ca. 1,2 km². Entsteht am Nordrand der Dornbacher Rodungsinsel und durchfließt sie.
- Brunnenbach, von links an der Südspitze des Steinbruchs, 3,4 km und ca. 3,1 km². Entsteht nahe dem Waldhaus an der Dallauer Straße im östlichen Selbach.

Mündung des Anbachs am Nordwestrand von Gundelsheim zwischen Schloss Horneck und dem Michaelsberg auf 138,6 m ü. NHN von rechts und zuletzt Nordosten in den Neckar. Der Anbach ist 6,5 km lang und hat ein 12,3 km² großes Einzugsgebiet.

## Geologie
Im Steinbruch am unteren Lauf sind Oberer Muschelkalk und Unterkeuper bis hinauf zum Hauptsandstein aufgeschlossen. Der Anbach wie auch seine Zuflüsse laufen auf langen Abschnitten über felsigem Grund in steil eingeböschter Rinne.

## Schutzgebiete
Ein Teil des nordwestlichen Einzugsgebiet-Saumes, der rechte Talhang am Mittellauf und zuletzt beide Talhänge, ausgenommen nur eine Häuserzeile von Gundelsheim auf dem Talgrund, gehören dem Landschaftsschutzgebiet Michaelsberg - Böttinger Neckarschleife an. Das Waldgebiet südlich der Dornbacher Rodungsinsel über den einzigen großen Anbach-Zufluss Brunnenbach hinweg und das südlich anschließende offene Terrain mitsamt Teilen des Gundelsheimer Siedlungsgebietes liegen in Wasserschutzgebieten.

### LUBW
Amtliche Online-Gewässerkarte mit passendem Ausschnitt und den hier benutzten Layern: Lauf und Einzugsgebiet des Anbachs

Allgemeiner Einstieg ohne Voreinstellungen und Layer: Daten- und Kartendienst der Landesanstalt für Umwelt Baden-Württemberg (LUBW) (Hinweise)
1. 1 2 3  Höhe nach dem Höhenlinienbild auf dem Hintergrundlayer Topographische Karte.
2. 1 2 3  Stauhöhe nach blauer Beschriftung auf dem Hintergrundlayer Topographische Karte.
3. 1 2 3  Länge nach dem Layer Gewässernetz (AWGN).
4. 1 2  Einzugsgebiet nach dem Layer Basiseinzugsgebiet (AWGN).
5. ↑  Einzugsgebiet abgemessen auf dem Hintergrundlayer Topographische Karte.
6. ↑  Schutzgebiete nach den einschlägigen Layern, Natur teilweise nach dem Layer Biotop.

### Andere Belege
1. ↑  Modellierte Werte nach Abfluss-BW Gewässerknoten MQ/MNQ
2. ↑  Josef Schmithüsen: Geographische Landesaufnahme: Die naturräumlichen Einheiten auf Blatt 161 Karlsruhe. Bundesanstalt für Landeskunde, Bad Godesberg 1952. → Online-Karte (PDF; 5,1 MB)
3. 1 2  Siehe Topographische Karte 1:25000, Blatt 7 und 8, von 1904 (PDF, 23,55 MByte)
4. ↑  Geotop-Steckbrief Steinbruch nördlich von Gundelsheim im Anbachtal (PDF, 322 KB).